# Джумагулыев, Овлягулы
Овлягулы Джумагулыев (туркм. Öwlýaguly Jumagulyýew; род.1955, Карабекаульский район) — туркменский политический деятель, бывший министр связи Туркменистана.

## Биография
Овлягулы Джумагулыев родился в 1955 году в Карабекаульском районе Чарджоуской области. В 1977 году окончил Ташкентский электротехнический институт связи, по специальности - инженер связи. С июня 2004 года - директор велаятского предприятия электросвязи «Лебаптелеком». Министром связи назначен 15 января 2009 года . 22 февраля 2012 года лишился своего поста в новом правительстве.

## Интересные факты
- 22.01.2011 г. министр связи Туркменистана Овлягулы Джумагулыев сделал заявление, в котором сообщил, что деятельность МТС на территории Туркменистана регулировалась договором, заключенным на  5-летний срок, который истек в декабре 2010 года. По его словам, именно этот договор является базовым документом, и они готовы защищать интересы в международных арбитражных и судебных инстанциях[3]